# L'Événement le plus important depuis que l'homme a marché sur la Lune
Pour plus de détails, voir Fiche technique et Distribution.
L'Événement le plus important depuis que l'homme a marché sur la Lune est une comédie italo-française réalisée par Jacques Demy et sortie en 1973.

## Synopsis
Marco (Marcello Mastroianni) est moniteur d'auto-école à Paris et est fiancé à Irène (Catherine Deneuve), une mère célibataire qui travaille comme coiffeuse. Ensemble, ils élèvent un jeune fils, Lucas. Ils dînent ensemble autour d'un poulet et assistent plus tard à un concert de Mireille Mathieu. Pendant le concert, Marco est pris de vertige et ils partent. De retour chez eux, Irène s'inquiète et exhorte Marco à consulter un médecin, mais il refuse d'abord, en déduisant qu'il a des maux d'estomac causés par le poulet. Le lendemain matin, Marco consulte le Dr Delavigne (Micheline Presle), qui détermine qu'il présente des symptômes physiques associés à la grossesse. Elle organise une visite chez un gynécologue pour Marco. Sur le chemin du retour, il achète des fraises et un manuel sur l'anatomie féminine. Comme c'est l'hiver, Irène se demande pourquoi Marco a acheté des fraises, mais se souvient qu'elle en avait envie lorsqu'elle était enceinte de Lucas.
Le lendemain matin, sur le chemin du cabinet du Dr Chaumont (Raymond Gérôme), Marco dit à Irène qu'il est enceint et elle s'évanouit. Au bureau, Chaumont confirme la grossesse et conclut que les hormones du poulet ont provoqué un déséquilibre le rendant suffisamment féminin pour porter un enfant. Il recommande à Marco de s'en tenir à un régime pauvre en sodium et de s'abstenir de tout exercice physique intense pendant les sept prochains mois. Marco retourne à son auto-école et dit la vérité à Lucien, son collègue. Dans son salon, Irène discute de la grossesse de Marco avec ses collègues et ses clients. Plus tard dans la soirée, le couple annonce à Lucas la nouvelle de la grossesse de Marco.
De retour au travail, Marco est contacté par Scipion Lemeu (André Falcon), le directeur d'une entreprise de vêtements de maternité, pour être mannequin pour une nouvelle ligne de vêtements de paternité. Lemeu lui présente son projet de nouvelle campagne publicitaire, dans laquelle il accepte de payer au couple dix mille francs par mois (avec congés payés) jusqu'à ce que l'enfant ait dix ans. Marco devient rapidement célèbre dans le monde entier, le New York Times décrivant sa grossesse comme « l'événement le plus important depuis que l'homme a marché sur la Lune ». Lors d'un congrès médical international, Chaumont présente Marco devant une salle de conférence remplie de médecins. Lors d'une table ronde en direct, Marco, Irène, les docteurs Delavigne et Chaumont, le pasteur Petit et Ferdinand Delabut, journaliste de télévision, discutent de divers sujets, notamment de l'apparition récente d'hommes enceints, du mouvement de libération des femmes et de la contraception.
Quelque temps plus tard, de nombreux cas d'hommes enceints sont signalés dans toute la France et le risque de surpopulation est placé en alerte maximale. Marco est diagnostiqué d'une grossesse hystérique, ce qui les rend tristes, lui et Irène. Alors qu'ils se marient enfin, Irène s'évanouit et révèle joyeusement à Marco qu'elle est enceinte.

## Fiche technique
- Titre original français : L'Événement le plus important depuis que l'homme a marché sur la Lune
- Titre italien : Niente di grave suo marito e' incinto[1]
- Réalisation : Jacques Demy
- Scénario, adaptation, dialogues et paroles : Jacques Demy
- Musique : Michel Legrand
- Chansons : L'Évènement le plus important... et Paris perdu, chantées par Mireille Mathieu
- Photographie : Andréas Winding
- Montage : Anne-Marie Cotret
- Décors : Bernard Evein
- Son : Louis Hochet, assisté de Maurice Dagonneau
- Costumes : Gitt Magrini, assistée de Geneviève Tonnelier
- Régisseur général : Jean Lara, assisté de Michel Breuil
- Production : Raymond Danon, Roland Girard, Jean Bolvary, Ovidio G. Assonitis, Giorgio-Carlo Rossi[1]
- Sociétés de production : Lira-Films (Paris), Roas-Produzioni (Rome)
- Distribution : Fox-Lira
- Administrateurs : Nicole Cateux, Robert Demillière
- Attachés de presse : Marlène, Eugène Moineau
- Tourné à Paris en décors naturels en mars 1973
- Pays d'origine :  France -  Italie
- Format : couleur (Eastmancolor) - 35 mm - son mono - 1,66:1 - procédé Écran Panoramique
- Genre : comédie
- Durée : 94 minutes (1 h 34)
- Dates de sortie :
  - France : 20 septembre 1973[1]
  - Italie : 17 novembre 1973 (Milan)

## Distribution
- Catherine Deneuve : Irène de Fontenoy
- Marcello Mastroianni : Marco Mazetti
- Micheline Presle : Dr. Delavigne
- Marisa Pavan : Maria Mazetti
- Claude Melki : Lucien Soumain
- Mireille Mathieu : elle-même
- André Falcon : Scipion Lemeu
- Maurice Biraud : Lamarie, l'adjoint de Scipion
- Alice Sapritch : Ramona Martinez
- Raymond Gérôme : le professeur Gérard Chaumont de Latour
- Madeleine Barbulée : Mlle Janvier
- Micheline Dax : Mme Corfa, une cliente du salon
- Benjamin Legrand : Lucas
- Jacques Legras : Leboeuf, le marchand de télévisions
- Tonie Marshall : la présentatrice de Bobino
- Marie-France Mignal : Janine, une coiffeuse
- Michèle Moretti : Ginou, l'amie d'Irène
- Dominique Varda : Sarah, une coiffeuse
- Yves Barsacq : l'agent immobilier
- Philippe Bouvard : lui-même
- Myriam Boyer : Ninon Barbeau
- Monique Mélinand : Mme Solennel
- Andrée Tainsy : Clarisse de Saint-Clair, une cliente du salon
- Elizabeth Teissier : l'assistante du professeur Chaumont
- Serge Berry
- Cadine Constan : Maud Bouton, une cliente du salon
- Jean-Michel Desjeunes : lui-même
- Denise Glaser : elle-même
- Jeanne Hardeyn : Mme Chiron, la femme de ménage
- Lucienne Legrand : une cliente du salon
- Robert Rollis : Germain Compain, le machiniste de Bobino
- Pierre Leproux : le patron du bistrot
- Clément Michu : M. Nanti
- Carlo Nell : le maquereau
- Henri Poirier : M. Bertier
- Roger Saltel
- Janine Souchon : une cliente du salon
- Jean-François Wimille : un copain de Ginou
- Maritin : Jean-François Certitude
- Bernard Charlan : Ferdinand Delabu
- Patrick Danon
- Danièle Durou : une fille au bistrot
- Jacques Ferrière : l'agent
- Dany Jacquet
- Max Poliakoff
- Marcel Gassouk : l'ouvrier enceint(e)
- Sonia Saviange : une cliente du salon
- Alix Mahieux : une cliente du salon
- Myriam Mézières : la maquilleuse rousse du tournage publicitaire
- Claudine Beccarie : une spectatrice à Bobino